# Jan Arvan
Jan Arvanitas, conosciuto come Jan Arvan (Wisconsin, 10 aprile 1913 – Los Angeles, 24 maggio 1979) è stato un attore statunitense.

## Biografia
Nato nello stato del Wisconsin, ha partecipato a diverse serie televisive fra cui Il mio amico marziano, Batman e Starsky & Hutch. Fra i film più importanti a cui ha partecipato La tunica e L'avventura del Poseidon.

## Filmografia parziale

### Cinema
- La tunica (The Robe), regia di Henry Koster (1953)
- The Other Woman, regia di Hugo Haas (1954)
- Sesso debole? (The Opposite Sex), regia di David Miller (1956)
- Istanbul, regia di Joseph Pevney (1957)
- A trenta milioni di chilometri dalla Terra (20 Million Miles to Earth), regia di Nathan Juran (1957)
- I mastini del West (Gunfighters of Abilene), regia di Edward L. Cahn (1960)
- Tre vengono per uccidere (Three Came to Kill), regia di Edward L. Cahn (1960)
- Una corda per il pistolero (Noose for a Gunman), regia di Edward L. Cahn (1960)
- Frontiera indiana (Frontier Uprising), regia di Edward L. Cahn (1961)
- La più allegra avventura (The Brass Bottle), regia di Harry Keller (1964)
- La spia dai due volti (The Spy with My Face), regia di John Newland (1965)
- Castelli di sabbia (The Sandpiper), regia di Vincente Minnelli (1965)
- L'avventura del Poseidon (The Poseidon Adventure), regia di Ronald Neame (1972)
- L'assassino di pietra (The Stone Killer), regia di Michael Winner (1973)
- L'altra faccia di mezzanotte (The Other Side of Midnight), regia di Charles Jarrott (1977)

### Televisione
- General Electric Theater – serie TV, episodio 2x05 (1953)
- Mickey Rooney Show (The Mickey Rooney Show) – serie TV, episodio 1x22 (1955)
- The Star and the Story – serie TV, episodio 1x13 (1955)
- Climax! – serie TV, episodio 2x02 (1955)
- Crusader – serie TV, episodio 1x06 (1955)
- Combat Sergeant – serie TV, episodio 1x03 (1956)
- 77º Lancieri del Bengala (Tales of the 77th Bengal Lancers) – serie TV, episodi 1x02-1x16 (1956-1957)
- Wire Service – serie TV, episodio 1x12 (1956)
- Zorro – serie TV, 7 episodi (1957)
- Telephone Time – serie TV, episodio 3x16 (1957)
- Gunsmoke – serie TV, episodio 3x38 (1958)
- Rescue 8 – serie TV, episodio 1x18 (1959)
- The Restless Gun – serie TV, episodio 2x33 (1959)
- Lock-Up – serie TV, episodio 1x11 (1959)
- I detectives (The Detectives) – serie TV, episodio 1x07 (1959)
- Peter Gunn – serie TV, episodio 2x23 (1960)
- Tightrope – serie TV, episodio 1x27 (1960)
- Wichita Town – serie TV, episodio 1x19 (1960)
- Philip Marlowe – serie TV, episodio 1x20 (1960)
- Hawaiian Eye – serie TV, episodio 2x02 (1960)
- Indirizzo permanente (77 Sunset Strip) – serie TV, episodio 3x02 (1960)
- This Man Dawson – serie TV, episodio 1x18 (1960)
- Ricercato vivo o morto (Wanted: Dead or Alive) – serie TV, episodio 3x26 (1961)
- Gunslinger – serie TV, episodio 1x07 (1961)
- Ensign O'Toole – serie TV, episodio 1x08 (1962)
- The Wide Country – serie TV, episodio 1x10 (1962)
- Il virginiano (The Virginian) – serie TV, 2 episodi (1962-1963)
- Gli uomini della prateria (Rawhide) – serie TV, episodi 7x09-7x23 (1964-1965)
- La legge di Burke (Burke's Law) – serie TV, episodi 3x06-3x14 (1965)
- Agenzia U.N.C.L.E. (The Girl from U.N.C.L.E.) – serie TV, episodio 1x01 (1966)
- Honey West – serie TV, episodio 1x30 (1966)
- Ai confini dell'Arizona (The High Chaparral) – serie TV, episodio 1x07 (1967)
- Tre nipoti e un maggiordomo (Family Affair) – serie TV, episodio 3x03 (1968)
- Lancer – serie TV, episodio 2x05 (1969)
- Bonanza – serie TV, episodio 13x06 (1971)